# Есе-Хайя
Есе-Хайя (рос. Эсэ-Хайя, Эге-Хайя, Эсе-Хая, якут. Эһэ Хайа) — селище міського типу у Верхоянському улусі Якутії. Розташований на правому березі р. Яна (18 км від річки), в 108 км від Верхоянська.

## Історія
Заснований 22 жовтня 1938 Наркоматом важкої промисловості СРСР разом з організацією Управління з будівництва Якутського оловозбагачувального комбінату в селищі Еге-Хая. У 1940 році видобувалося — 51,6 тонн олова.
Віднесений до категорії робітничих селищ в 1940 році.
У селищі Есе-Хайя розміщувалося Управління Янлага.
Видобуток олова. Молочний завод.

## Населення
У 1939 році проживало 1200 осіб.
| 1959 | 1970 | 1979 | 1989 | 2002 | 2010 |
| 3184 | 2867 | 1347 | 1530 | 343  | 286  |